# Тараса
Тара́са (від рос. тара́са) — система оборонних стін у вигляді двох паралельних дерев'яних стін, які через певні проміжки з'єднувались не подвійними, а одинарними поперечними стінами (на відміну від городні), та наповнювалися каміннями і землею. На утворених таким чином клітях настилався рублена підлога. Тараси використовувалися при будівництві і для захисту мурованих кремлів при нападі супротивника з тилу. У них влаштовувалися вікна-щілини — бійниці для нижнього бою.
Пилип Орлик вжив цей термін у переносному значені в поемі «Параргон на Олімпі» в 1698 р.:
Йдіте, йдіте, кому мила Слава, кого кров поїла,
Крізь мечі йдіте зі своєї охоти,
Кого вабить крізь невчаси, мужністю крушіть тараси
Вічність сама вам відчинить ворота.
Тарасою також називається частина двозрубної стіни між поперечними стінами.